# Erwin (Dakota del Sud)
Erwin és una població dels Estats Units a l'estat de Dakota del Sud. Segons el cens del 2000 tenia 58 habitants.

## Demografia
Segons el cens del 2000, Erwin tenia 58 habitants, 26 habitatges, i 17 famílies. La densitat de població era de 47,6 habitants per km².
Dels 26 habitatges en un 19,2% hi vivien nens de menys de 18 anys, en un 65,4% hi vivien parelles casades, en un 3,8% dones solteres, i en un 30,8% no eren unitats familiars. En el 26,9% dels habitatges hi vivien persones soles el 23,1% de les quals corresponia a persones de 65 anys o més que vivien soles. El nombre mitjà de persones vivint en cada habitatge era de 2,23 i el nombre mitjà de persones que vivien en cada família era de 2,72.
Per edats la població es repartia de la següent manera: un 22,4% tenia menys de 18 anys, un 1,7% entre 18 i 24, un 12,1% entre 25 i 44, un 34,5% de 45 a 60 i un 29,3% 65 anys o més.
L'edat mediana era de 52 anys. Per cada 100 dones de 18 o més anys hi havia 87,5 homes.
La renda mediana per habitatge era de 33.125 $ i la renda mediana per família de 33.125 $. Els homes tenien una renda mediana de 18.750 $ mentre que les dones 16.875 $. La renda per capita de la població era de 15.661 $. Cap de les famílies estaven per davall del llindar de pobresa.

## Poblacions més properes
El següent diagrama mostra les poblacions més properes.